# 卡尔皮诺
卡尔皮诺（義大利語：Carpino），是意大利福贾省的一个市镇。总面积82.49平方公里，人口4409人，人口密度53.4人/平方公里（2009年）。ISTAT代码为071012。